# 메데인 카르텔
메데인 카르텔(스페인어: Cartel de Medellín, 영어: Medellín Cartel)은 콜롬비아의 범죄 조직이다. 파블로 에스코바르에 의해 콜롬비아의 도시 메데인에 설립되었다. 마약 밀매의 조직화된 네트워크에서 주로 1970년대와 1980년대에 활동했다. 자금 출처는 마약의 생산, 가공, 판매, 몸값 획득 등이며, 그 수익은 한달 최대 6000만 달러에 달하며, 최대 총 280억 달러의 자산이 있었다. 칼리 카르텔과 항시 갈등이 있었으며, 또한 1980년대 초반부터 콜롬비아 정부와 항쟁을 벌였다. 게릴라 범죄 조직으로 항상 미국과 대립 폭탄 투쟁이나 영리 유괴를 반복하고 있다. 몇 번에 걸친 미군의 소탕 작전과 콜롬비아 정부의 적발로, 중요한 인물의 거의 대부분이 사망 혹은 체포되었다. 카르텔은 통일된 실체로서 영향력을 많이 잃었지만 국제적인 마약계에서 2006년 현재 아직도 활동 중이다.